# یولیا رسنوفسکا
یولیا رُسنوفسکا (لهستانی: Julia Rosnowska؛ زادهٔ ۲۱ اوت ۱۹۸۹ در ورشو) بازیگر اهل لهستان است. وی دختر بازیگر لهستانی برنادتا ماخائو-کژمینسکا است و در «آکادمی ملی هنرهای نمایشی الکساندر زلوروویچ در ورشو» تحصیل کرده‌است.. 
از فیلم‌ها یا مجموعه‌های تلویزیونی که وی در آن‌ها نقش داشته‌است، می‌توان به بدون پنهان‌کاری، آب‌شدگی، کمیسر آلکس، لندنی‌ها، مأموریت افغانستان، راه‌های آزادی، یولیا، هتل ۵۲، پدر متیو و دوران افتخار اشاره نمود.